# Ulrike Zerhau
Ulrike Zerhau (* 1954 in Bielefeld) ist eine deutsche Politikerin (Die Linke).

## Leben
Zerhau ist studierte Diplom-Soziologin und Berufsschullehrerin. Sie arbeitete seit den 1980er Jahren als Gewerkschaftssekretärin, zuletzt als Bildungssekretärin bei ver.di. Sie war von 1974 bis 2004 Mitglied der SPD. Danach war sie Mitglied im Vorstand der WASG, bevor diese mit der PDS zur Partei Die Linke fusionierte. Auf deren Parteitag wurde Zerhau mit 548 Ja-Stimmen (79,3 Prozent) bei 83 Nein-Stimmen und 60 Enthaltungen zur stellvertretenden Parteivorsitzenden gewählt. Beim 1. Parteitag in Cottbus im Mai 2008 wurde sie wiedergewählt.